# Imagination (rivista)

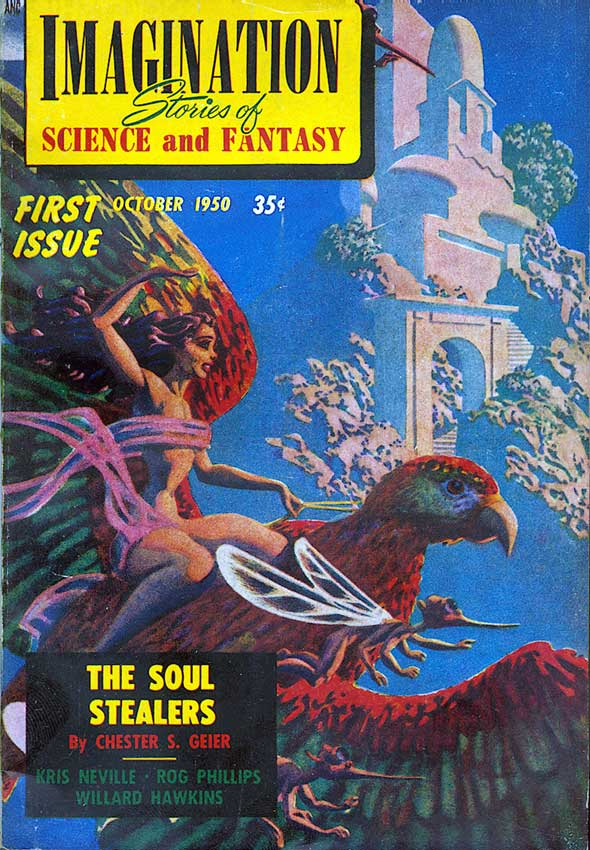
Copertina del primo numero.

Imagination è stata una rivista statunitense di fantasy e fantascienza pubblicata a partire dall'ottobre 1950 dalla Clark Publishing Company di Raymond Palmer. 
La rivista è stata venduta quasi subito alla Greenleaf Publishing Company, di proprietà di William Hamling, che l'ha pubblicata e curata dal terzo numero di febbraio 1951, per il resto della vita della rivista.
Hamling ha lanciato una rivista sorella, Imaginative Tales, nel 1954; entrambe cessarono la pubblicazione alla fine del 1958 a seguito dei grandi cambiamenti nella distribuzione statunitense di riviste causata dalla liquidazione della American News Company.
La rivista ebbe un successo maggiore della maggior parte dei numerosi titoli di fantascienza lanciati tra la fine degli anni quaranta e i primi anni cinquanta: furono pubblicati 63 numeri.
Nonostante questo successo, la rivista aveva una reputazione di space opera e romanzi d'avventura di bassa qualità e i moderni storici della letteratura ne parlano in termini sprezzanti.
Hamling adottò consapevolmente una politica editoriale orientata verso l'intrattenimento
affermando, in uno dei primi numeri, che la "fantascienza non è mai stato concepito per essere un tour de force educativo".
Poche delle storie pubblicate da Imagination hanno ricevuto riconoscimenti, ma tra queste c'è la prima vendita professionale di Robert Sheckley, "Final Examination" nel numero del maggio 1952 e anche opere di Philip K. Dick, Robert A. Heinlein e John Wyndham.

## Contenuti e accoglienza del pubblico
La storia principale del primo numero si intitolava "The Soul Stealers" e parlava di Leeta, una bellissima donna di un'altra dimensione che rubava le anime degli uomini per salvare suo padre. Altri autori furono Rog Phillips, Kris Neville, Dwight V.Swain, Daniel F. Galouye e Milton Lesser. 
Molto spesso la rivista conteneva un lungo racconto principale.
Generalmente è considerata, dai critici, come una delle peggiori riviste degli anni 50 sull'argomento. 
Dall'Aprile del 1951 ebbe inizio un inserto regolare sui fan di romanzi scientifici, chiamato Fandora's Box; 
era scritto da Mary Wolf e successivamente fu continuato da Robert Bloch fino alla chiusura. 
Fu aggiunta successivamente una rubrica per recensioni di libri. Altre rubriche erano Cosmic Pen Club, in cui i fan potevano cercare amici di penna e Introducing the Author, brevi presentazioni degli autori che avevano lavorato alle storie nel numero.